# Индигирка
Индигирка (рус. Индигирка) је река у Јакутији у источном делу Русије. Налази се између река Јана и Колима. Дуга је 1.726 km, а њен слив покрива 360.000 km². Улива се широком делтом у залив Колима који припада Северном леденом океану. Река Индигирка се замрзава у октобру и остаје под ледом до маја или јуна. Највеће насеље на реци је град Уст-Нера. Дугачка је 1.726 km (1.072 mi). Површина њеног басена је 360.000 km2 (140.000 sq mi).

## Историја
Изоловано село Руско ушће које се налази на делти реке Индигирке, познато је по јединственој традиционалној култури руских досељеника чији су преци ту дошли пре неколико векова. Неки историчари спекулишу да су Руско ушће населили Помори почетком 17. века.
Године 1638. истраживач Иван Ребров стигао је до Индигирке. Године 1636–42, Елисеј Буза је био пионир копненог пута до речног система Индигирке. Отприлике у исто време, Позник Иванов је досегао притоку доње Лене, прешао преко Верхојанског ланца до горње Јане, а затим преко Черског ланца до Индигирке. Године 1642, Михаил Стадухин је стигао до Индигирке копном од Лене.
Зашиверск на Индигирки је био важна колонијална испостава током првих дана руске колонизације. Касније је напуштен у 19. веку. Друга историјска насеља, која су сада одавно напуштена, била су Подшиверск и Ујандинскоје Зимовије.
У периоду 1892–94, барон Едуард Фон Тол је у име Руске академије наука извршио геолошка истраживања у басену Индигирке (између осталих река Далеког истока Сибира). Током једне године и два дана експедиција је прешла 25.000 km (16.000 mi), од којих је 4.200 km (2.600 mi) било уз реке, вршећи геодетска истраживања на путу.

## Курс
Индигирка настаје на ушћу 251 km (156 mi) дуге реке Туора-Јуријах (такође познате као Хастах, или Калкан) и 63 km (39 mi) дуге Тарин-Јуријах, од којих су обе потичу са обронака Калканског ланца.
У свом горњем току, река тече ка северозападу дуж висоравни Јана-Ојмјакон, кроз најнижи део висоравни Ојмјакон. Окрећући се на север, пресеца неколико подопсега Черског ланца. На месту где прелази Чемалгински ланац река се сужава и улива у дубоку клисуру, формирајући брзаке. Тамо где јој се са југоистока припаја река Мома, Индигирка допире до Момо-Селењачке депресије, широког међупланинског басена и почиње средњи ток реке, где се њена долина шири. Окрећући се ка северу, Индигирка сече дубоко кроз ланац Мома и тече ка североистоку вијугајући преко низије Аби и ширећи се до 500 m (1.600 ft). Након што тече између врата формираног од источног краја Полоусног ланца и западног краја ланца Улахан-Чистај, тече на север са висоравни Кондаков ка истоку преко низије Јана-Индигирка, дела шире Источносибирске низије. Даље на север, где терен постаје потпуно раван, Индигирка се дели на огранке 130 km (81 mi) од ушћа, формирајући делту од 5.500 km2 (2.100 sq mi). Његове воде завршавају у Колимском заливу у Источном Сибирском мору. Залив Гусинаја се налази северозападно од ушћа Индигирке.
Индигирка се смрзава у октобру и остаје под ледом до маја-јуна.

### Притоке
Главне притоке Индигирке су, од извора до ушћа:
- Хастах (Тјора-Иурјах) (лево)[21][22]
- Тарин-Јуријах (десно)
- Кујдусин (лево)[21][20][23]
- Кјуенте (лево)
- Елга (лево)[24]
- Нера (десно)
- Чибагалах (лево)
- Мома (десно)
- Селенјах (лево)
- Дружина (лево)
- Бадјарика (десно)
- Ујандина (лево)
- Шангина (десно)
- Бољшаја Ерча (десно)
- Алајка (лево)
- Бјорјољ (лево, на Руско-Устјинску)
- Шандрин (десно, у Колимску)

## Луке, насеља и привреда
Главне луке на реци су:
- Кону
- Дружина
- Чокурдах
- Табор

У басену Индигирка постоји индустрија за тражење злата. Уст-Нера, центар за ископавање злата, највеће је насеље на реци.
Индигирка обилује разним рибама. Међу највреднијима је неколико врста белице, као што су Coregonus albula, Coregonus nasus, муксун, инкону (нелма), омул итд.

## Ушће
Индигирка формира велику делту, која се састоји од низа потока (сваки је на руским мапама означен као photo ka (речни крак)) и острва. Око 100 km (62 mi) пре него што стигне до Источног Сибирског мора (70° 48′ 45″ С; 148° 54′ 58″ И / 70.8126° С; 148.9162° И), река се дели на два главна тока која теку на североисток. Леви (најзападнији) крак је познат као Руско-Устјинска протока; десна рука, Средња протока. Даље низводно, трећи велики крак, Колимска протока се одваја од Средње протоке као свог десног (источног) дистрибутора, чиме се оправдава „средњи“ надимак за Средњу протоку.
Док Средњаја Протока значи „Средњи крак“, називи главног западног и источног крака такође указују на њихову релативну локацију. Колимска протока или Колимско ушће је крак који се налази на источној страни, односно „колимској страни“ делте (рукавац најближи Колими, источном суседу Индигирке). Руско-устјинска протока, очигледно раније позната као једноставно Руско ушће, је крак који се налази на западној страни, односно „руској страни“ делте (што значи, страна најближа (европској) Русији). Ових дана име Руско-Устјинске протоке изгледа као да је настало од имена старог руског села Руско ушће које се ту налази, али је првобитно вероватно било супротно, село је добило име по рукавцу реке (Руско ушће) на коме се налазио.
Канали делте формирају неколико равних острва. Наведена од истока до запада, главна су:
- Усун-Ари 71° 23′ 13″ С; 151° 15′ 18″ И / 71.387° С; 151.255° И лежи уздужно дуж обале источно од Средњег ушћа. Оно је 12 km (7 mi) широко и 2,7 km (1,7 mi) широко.
- Упаровско острво 71° 34′ 55″ С; 151° 11′ 46″ И / 71.582° С; 151.196° И лежи потпуно одвојено 11 km (7 mi) од обале од Средњег ушћа. Дугачко је око 2 km (1,2 mi) и широк 1 km.
- Плоскијско острво 71° 28′ 48″ С; 150° 53′ 24″ И / 71.480° С; 150.890° И је најудаљенија обала групе острва на Средњем ушћу. У облику је слова „C” и дугачко је око 3 km.
- Болшој Федоровскиј 71° 31′ 59″ С; 150° 30′ 36″ И / 71.533° С; 150.510° И лежи између два ушћа Индигирке. Дугачко је 6 km, а максимална ширина је 4 km.
- Острва Вкодној и Олениј леже тачно код Прота. Руско Устинско ушће је на 71° 32′ 46″ С; 150° 15′ 58″ И / 71.546° С; 150.266° И. Оба су сличне величине, дужине око 4 km.
- Крестовијско острво 71° 26′ 49″ С; 149° 45′ 58″ И / 71.447° С; 149.766° И лежи мирно изоловано директно јужно од полуострва Лопатка, 10 km (6 mi) од обале северозападно од главних ушћа Индигирке. Дугачко је 6 km и широко 1,6 km.